# Union Raiffeisen Radteam Tirol
Das Union Raiffeisen Radteam Tirol ist ein österreichisches Radsportteam.
Die Mannschaft nahm 2011 erstmals als Continental Team an der UCI Europe Tour teil. 2013 wurde das Team nicht mehr bei der UCI registriert. 2021 wurde das Team wieder als Continental Team bei der UCI registriert.

## Saison 2012

### Abgänge – Zugänge
| Zugänge | Team 2011 | Abgänge          | Team 2012          |
| ------- | --------- | ---------------- | ------------------ |
|         |           | Stefan Praxmarer | Tirol Cycling Team |

## Mannschaft in der Saison 2011
| Name                  | Geburtstag        | Nationalität | Team 2010                      |
| --------------------- | ----------------- | ------------ | ------------------------------ |
| Martin Comploi        | 8. Oktober 1975   | Österreich   | Union Raiffeisen Radteam Tirol |
| Martin Gaber          | 8. September 1989 | Deutschland  | Team Corratec-Ludwigsburg      |
| Roman Gredler         | 7. September 1980 | Österreich   | Union Raiffeisen Radteam Tirol |
| Rupert Hödlmoser      | 21. November 1987 | Österreich   | Stevens Cycling Team Linz      |
| Bernhard Kreidl       | 18. Oktober 1983  | Österreich   | Union Raiffeisen Radteam Tirol |
| Rico Obkircher        | 20. Dezember 1989 | Österreich   | Union Raiffeisen Radteam Tirol |
| Moritz Pfluger        | 2. Februar 1987   | Österreich   | Union Raiffeisen Radteam Tirol |
| Peter Pichler         | 12. Januar 1969   | Österreich   | Union Raiffeisen Radteam Tirol |
| Stefan Praxmarer      | 1. März 1989      | Österreich   | Union Raiffeisen Radteam Tirol |
| Philipp Schernthanner | 10. Oktober 1984  | Österreich   | Union Raiffeisen Radteam Tirol |
| Harald Starzengruber  | 11. April 1981    | Österreich   | Union Raiffeisen Radteam Tirol |
| Mathias Vogl          | 20. Juli 1988     | Deutschland  | Union Raiffeisen Radteam Tirol |
| Christian Wildauer    | 25. Juli 1969     | Österreich   | Union Raiffeisen Radteam Tirol |

## Größte Erfolge
- Gewinn der österreichischen Staatsmeisterschaft durch Harald Starzengruber 2010